# Bie (Zweden)
Bie is een plaats in de gemeente Katrineholm in het landschap Södermanland en de provincie Södermanlands län in Zweden. De plaats heeft 549 inwoners (2005) en een oppervlakte van 62 hectare.

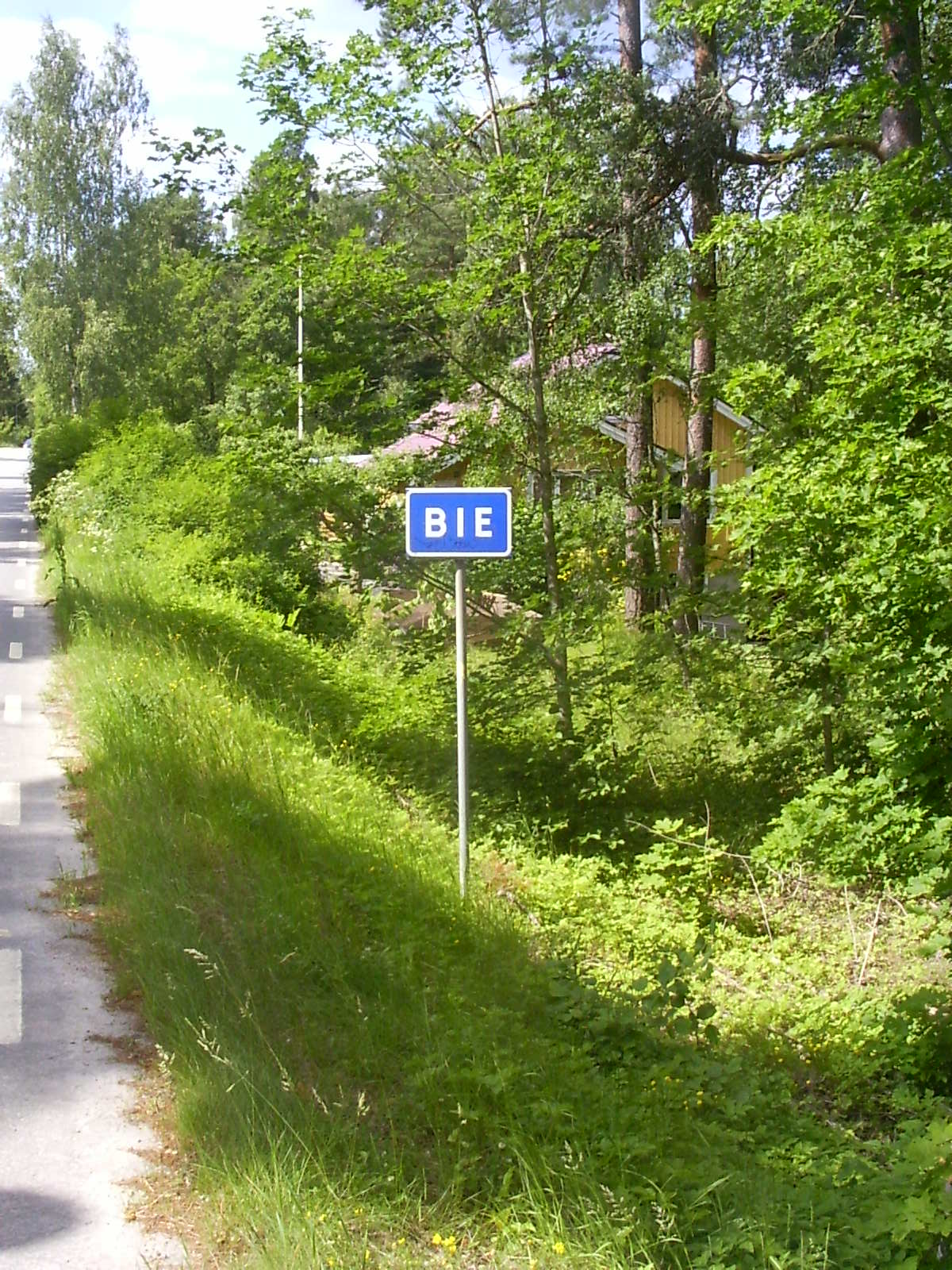
Bie

## Verkeer en vervoer
Bij de plaats loopt de Riksväg 56.